# Friedrich Wilhelm Klose (Maler)

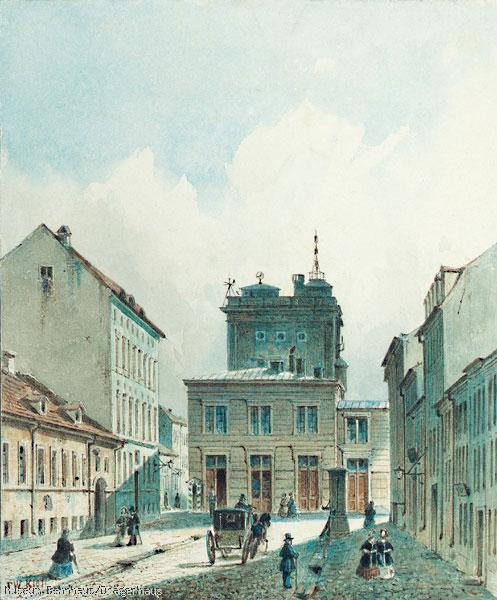
Blick aus der Dorotheenstraße auf die Alte Sternwarte in Berlin; Aquarell nach 1840. Ein von Friedrich Wilhelm Klose mehrfach gemaltes Motiv.

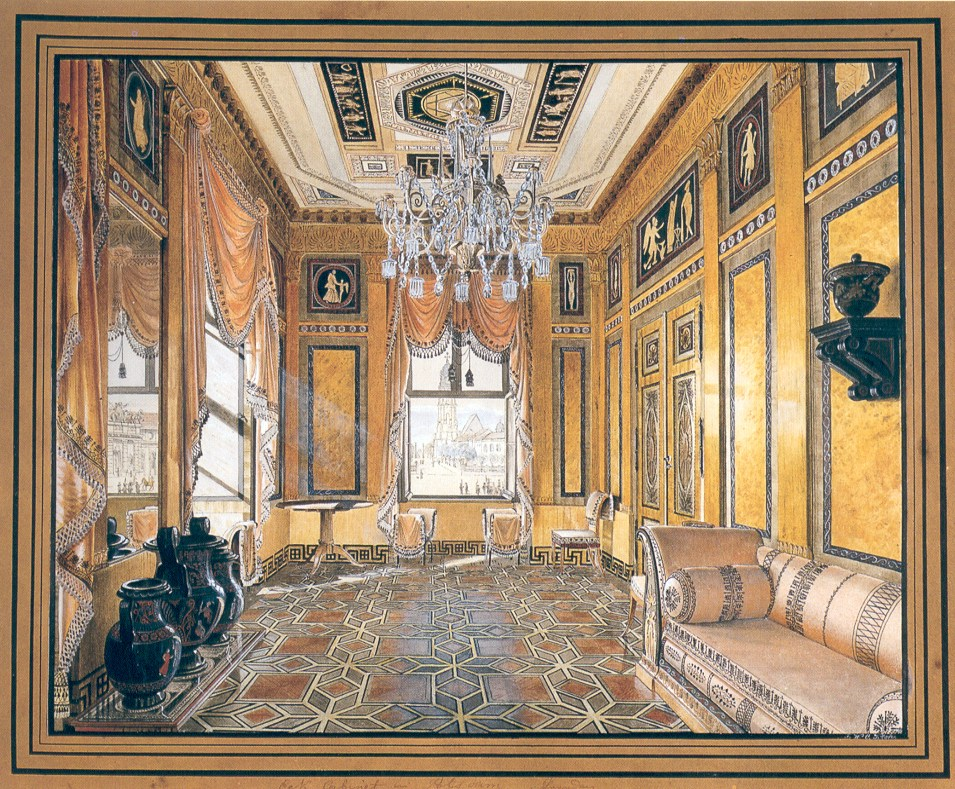
Etrurisches Zimmer im Stadtschloss in Potsdam; Aquarell um 1840

Friedrich Wilhelm Klose (vollständiger Name: Carl Friedrich Wilhelm Klose, ab 1839 Kloß; * 10. Februar 1805 in Berlin; † 28. Mai 1875 ebenda) war ein deutscher Maler.

## Leben und Wirken
Klose war ein Schüler von Karl Wilhelm Gropius. Er studierte ab 1824 an der Akademie der Künste in Berlin und arbeitete als Landschafts- und Architekturmaler. Bis 1860 zeigte er auf den Ausstellungen der Akademie regelmäßig seine meist in Aquarell ausgeführten Veduten. Klose war neben Eduard Gaertner einer der bedeutendsten Interieur- und Architekturmaler in Berlin. Zu den größten Sammlern seiner Werke gehörte Friedrich Wilhelm IV., der etwa 85 Aquarelle von ihm besaß. Unter ihm, wie schon unter Friedrich Wilhelm III., hatte Klose von vielen preußischen Schlössern präzise Zimmerbilder von hohem kulturhistorischen Wert angefertigt. Berlin und seine Umgebung hat er nur einmal für eine Reise nach Rom und Paris verlassen. Auch der Kunstsammler Julius Freund besaß zwei Aquarelle von ihm. Eines zeigte den Schlossplatz in Berlin mit dem alten Schloss, das andere das Empfangszimmer König Friedrich Wilhelms III. von Preußen.